# Provincia de Bueng Kan
Bueng Kan (en tailandés : บึงกาฬ , pronunciado  [bɯ̄ŋ kāːn] ), también escrito como Bung Kan, es la septuagésima sexta (76.ª) provincia (changwat) de Tailandia, constituida según su ley de fundación el 23 de marzo de 2011. La provincia, que está formada a partir de distritos (amphoe) procedentes de la Provincia de Nong Khai, se encuentra en la región nororiental del país, llamada Isan (en tailandés : อีสาน ). Lleva el nombre de su distrito central, Mueang Bueng Kan .

## Geografía
La provincia se encuentra en la esquina noreste de Tailandia. Limita, desde el sur en el sentido de las agujas del reloj, con Nakhon Phanom, Sakon Nakhon y Nong Khai. Al norte y al este limita con la Provincia de Bolikhamxai de Laos actuando el río Mekong como frontera.

## Historia
En 1994, Sumet Phromphanhao, miembro de la Cámara de Representantes de la provincia de Nong Khai, propuso la creación de la provincia de Bueng Kan a partir de los distritos de Amphoe Bueng Kan, Amphoe Seka, Amphoe So Phisai, Amphoe Bung Khla, Amphoe Bueng Khong Long, Amphoe Pak Khat, Amphoe Phon Charoen y Amphoe Si Wilai, todos ellos procedentes de la provincia de Nong Khai. Esta nueva provincia tendría de 4,305 km², con una población de alrededor de 390.000 habitantes. En ese momento, el Ministerio del Interior respondió que la creación de una nueva provincia supondría una pesada carga para el presupuesto estatal y era contraria a la resolución del Consejo de Ministros.
La propuesta para crear la provincia de Bueng Kan se volvió a presentar 16 años más tarde, en 2010, cuando el Ministerio del Interior renovó el proyecto e hizo una propuesta al Consejo de Ministros. Una encuesta realizada ese año en la provincia de Nong Khai estimaba que el 98.83% de los habitantes de esa provincia apoyaba la propuesta. El 3 de agosto de 2010, el Consejo de Ministros resolvió presentar el proyecto de ley a la Asamblea Nacional. El 7 de febrero de 2011, la Asamblea Nacional aprobó el proyecto de ley. El primer ministro Abhisit Vejjajiva lo presentó al rey Bhumibol Adulyadej para el asentimiento real. Bhumibol Adulyadej firmó la ley el 11 de marzo de 2011, promulgándolo como la Ley que establece el Changwat Bueng Kan, BE 2554 (2011) (en tailandés : พระราชบัญญัติ ชบัญญัติ ฬ ฬาฬ 25.ศ 2554 ). La ley se publicó en la Gaceta del Gobierno el 22 de marzo de 2011 y entró en vigor el día siguiente.

## Escudo de la provincia
El escudo o sello provincial de Bueng Kan tiene una representación del Phu Thok, una montaña localizada en el distrito de Si Wilai, junto con un nombre en la lengua de Isan que significa "montaña solitaria". La flor y el árbol de la provincia es la bauhinia (Bauhinia sirindhorniae)

## Climatología
El clima de Bueng Kan consta de dos estaciones: la estación húmeda (de abril a octubre) y la estación seca (entre noviembre y marzo). Durante la estación seca es cuando las temperaturas son más frescas (medias máximas de 28 °C y mínimas de 15 °C) para volver a subir rápidamente en marzo y alcanzando las máximas en abril (35 °C de máximas y 24 °C de mínimas). La pluviosidad es alta, especialmente en la estación húmeda siendo el mes de agosto el más lluvioso con más de 330 mm de lluvia en ese mes (1.600 mm en todo el año).

## Divisiones administrativas
La provincia está dividida en ocho distritos (amphoe). Los distritos se subdividen en 53 subdistritos (tambon) y 615 aldeas (muban). Los ocho distritos cuentan con la siguiente población: 

Distritos de la provincia de Bueng Kan.

- 1. Mueang Bueng Kan, 92.039 habitantes
- 2. Phon Charoen, 42.109 habitantes
- 3. So Phisai, 69.450 habitantes
- 4. Seka, 86.087 habitantes
- 5. Pak Khat, 33.973 habitantes
- 6. Bueng Khong Long, 37.300 habitantes
- 7. Si Wilai, 38.899 habitantes
- 8. Bung Khla, 13.037 habitantes

## Turismo
Los atractivos turísticos de Bueng Kan son esencialmente naturales, incluyendo cascadas, montañas y los hermosos paisajes del río Mekong. 

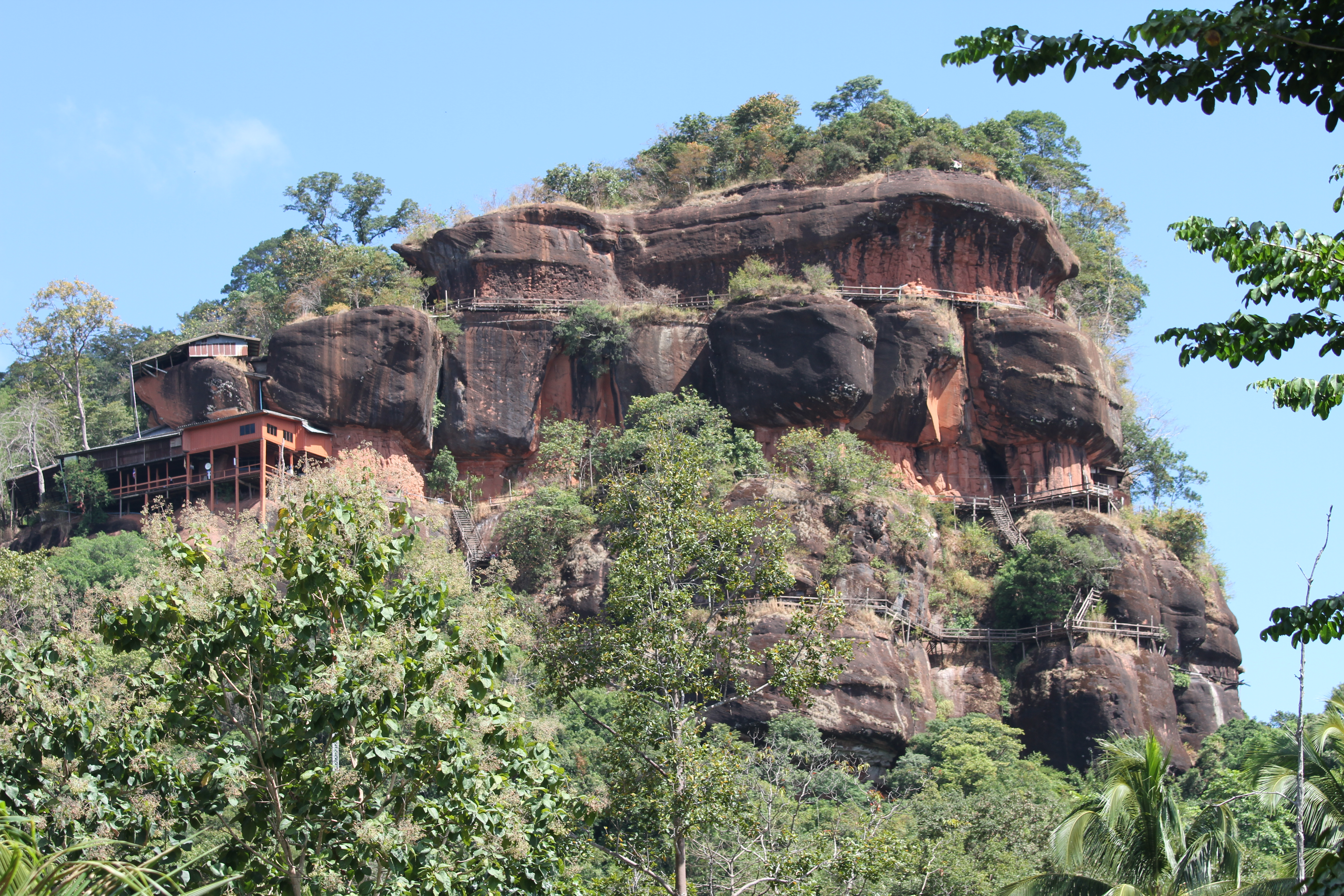
Montaña de Phu Thok.

- Santuario de vida salvaje de Phuvu (Distrito de Bung Khla). Es uno de los bosques más bellos del noreste. El área tiene muchas cascadas. Cha Wan Waterfall es la cascada más grande.
- Seven Seas Waterfall (Distrito de Seka). Otra hermosa cascada en Phuvu Wildlife Sanctuary. En su base hay una piscina para disfrutar del agua y rocas para relajarse.
- Cascada Kinnaree. Se encuentra en el bosque de Phu Khang.
- Laguna Mekong (Distrito Bung Khong Long) Es un santuario de aves, especialmente de las aves acuáticas que migran en el invierno (gansos salvajes, patos, martín pescador) ...
- Phu Tok (Distrito de Siwilai). Es una montaña de arenisca con el templo de Jittaya Kiri. En sus estribaciones hay puentes de madera construidos hasta la cima de la colina en donde encontramos una pagoda de 7 pisos. En días despejados se pueden ver las montañas de Nakhon Phanom.
- Wat Sawang Aa. Es un templo en una gran construcción sobre la piedra. En la cueva inferior hay una imagen de Buda reclinada. La parte superior de la roca tiene una vista panorámica del río Mekong.
- Playa de arena blanca (Distrito Armagh). Playa de arena en las orillas del río Mekong de 2 km de largo donde suele haber una brisa fresca y se pueden ver espectaculares puestas de sol.
- Nong Kud Ting (Distrito Mueang Bueng Kan). Humedal natural pegado al río Mekong. Rico en biodiversidad con un área de aproximadamente 22,000 ha y más de 250 especies de peces de las que 20 son endémicas y más de 40 especies de aves.
- Mekong Market. Es el mercado del río Mekong, donde los comerciantes de Tailandia y Laos cruzan la frontera para abrir sus mercados locales. Alimentos frescos, comida seca, comida local. Se celebra solo los martes y los viernes.

## Educación
Cuenta con una Universidad pública, la Universidad Udon Thani Rajabhat, así como algún aula de la Universidad privada Pathumthani, con sede en la Provincia de Pathum Thani